# San Quirino
San Quirino (friülà San Quarin) és un municipi italià, dins de la província de Pordenone. L'any 2007 tenia 4.154 habitants. Limita amb els municipis d'Aviano, Cordenons, Maniago, Montereale Valcellina, Pordenone, Roveredo in Piano i Vivaro.

## Administració
| Període | Identitat            | Partit        |
| ------- | -------------------- | ------------- |
| 2004-   | Corrado Della Mattia | Llista cívica |